# 雙斑普提魚
雙斑普提魚（學名：Bodianus bimaculatus）為輻鰭魚綱鱸形目隆頭魚亞目隆頭魚科的其中一種。

## 分布
本魚分布於印度太平洋區，包括馬達加斯加、模里西斯、馬爾地夫、印尼、日本、臺灣、越南、菲律賓、澳洲、紐西蘭、帛琉、新喀里多尼亞等海域。

## 深度
水深30至60公尺。

## 特徵
本魚背鰭硬棘間缺刻明顯。尾鰭截形，上下葉略突出。體長型，側扁。上下頜突出，前側具4強犬齒，上頜每側具一大圓犬齒。頰部與鰓蓋被鱗；下頜無鱗。稚魚體色為鮮黃色，而且當紅色的線發育的時候，雌魚體色變得更橘色。雄魚體色主要是粉紅色帶有紅色的線。胸鰭上方及尾柄處各有一黑色圓斑背鰭硬棘12枚、背鰭軟條9至10枚、臀鰭硬棘3枚、臀鰭軟條11至12枚。體長可達10公分。

## 生態
本魚棲息在外海的斜坡具有砂石底質的區域，常成小群活動，由一尾雄魚與數尾雌魚組成。